# Seznam poslancev dvanajste italijanske legislature
Seznam poslancev dvanajste italijanske legislature prikazuje imena poslancev Dvanajste legislature Italijanske republike po splošnih volitvah leta 1994.

## Povzetek sestave
| Parlamentarne skupine            | Začetek | 1994 | 1995 | 1996 |
| -------------------------------- | ------- | ---- | ---- | ---- |
| Progressisti - Federativo        | 143     | 167  | 164  | 164  |
| Severna liga                     | 117     | 103  | 76   | 71   |
| Forza Italia                     | 113     | 108  | 110  | 110  |
| Alleanza Nazionale               | 109     | 109  | 107  | 105  |
| Komunistična prenova             | 39      | 39   | 24   | 24   |
| Partito Popolare Italiano        | 33      | 33   | 27   | 27   |
| Centro Cristiano Democratico     | 27      | 27   | 40   | 42   |
| Federalisti e Liberaldemocratici | -       | 20   | 31   | 28   |
| I Democratici                    | -       | -    | 21   | 21   |
| Gruppo misto                     | 49      | 24   | 28   | 36   |
| • Alleanza Democratica           | 17      | 7    | -    | -    |
| • Partito Socialista Italiano    | 14      | -    | -    | -    |
| • Patto Segni                    | 9       | 9    | -    | -    |
| • Jezikovne manjšine             | 4       | 4    | 4    | 4    |
| • Comunisti Unitari              | -       | -    | 14   | 14   |
| • Neodvisni poslanci             | 5       | 4    | 11   | 18   |
| Skupaj                           | 630     | 630  | 629  | 628  |

## Progressisti - Federativo

#### Partito Democratico della Sinistra
- Mauro Agostini
- Francesco Aloisio
- Sesa Amici
- Giordano Angelini
- Gavino Angius
- Pino Arlacchi
- Fulvia Bandoli
- Antonio Bargone
- Adria Bartolich
- Franco Bassanini
- Giovanni Battafarano
- Carole Jane Beebe Tarantelli
- Luigi Berlinguer
- Anna Maria Biricotti
- Daria Bonfietti
- Sebastiano Bongiorno
- Francesco Bonito
- Alessandra Bonsanti
- Domenico Bova
- Maria Gloria Bracci Marinai
- Fabrizio Felice Bracco
- Giovanni Brunale
- Rocco Caccavari
- Valerio Calzolaio
- Maura Camoirano
- Vassili Campatelli
- Aldo Cennamo
- Fabrizio Cesetti
- Franca Chiaromonte
- Francesca Chiavacci
- Elena Emma Cordoni
- Massimo D'Alema
- Maria Simona Dalla Chiesa
- Sergio De Julio
- Alberta De Simone
- Fabio Di Capua
- Giovanni Di Fonzo
- Giuseppe Di Lello Finuoli
- Roberto Di Rosa
- Giovanni Di Stasi
- Lorenzo Diana
- Leonardo Domenici
- Eugenio Duca
- Fabio Evangelisti
- Piero Fassino
- Giovanni Ferrante
- Anna Finocchiaro
- Franco Gerardini
- Vasco Giannotti
- Michele Giardiello
- Ennio Grassi
- Gaetano Grasso
- Giovanna Grignaffini
- Mariangela Gritta Grainer
- Galileo Guidi
- Renzo Innocenti
- Nilde Iotti
- Eugenio Jannelli
- Francesco La Saponara
- Rosaria Lopedote Gadaletta
- Maria Rita Lorenzetti
- Angelo Raffaele Manca
- Paola Manzini
- Paola Mariani
- Nadia Masini
- Francesco Mastroluca
- Valerio Mignone
- Elena Montecchi
- Fabio Mussi
- Giorgio Napolitano
- Carmine Nardone
- Ottavio Navarra
- Magda Negri
- Achille Occhetto
- Gerardo Mario Oliverio
- Corrado Paoloni
- Laura Maria Pennacchi
- Fabio Perinei
- Marco Pezzoni
- Paolo Raffaelli
- Umberto Ranieri
- Gianfranco Rastrelli
- Aldo Rebecchi
- Alfonsina Rinaldi
- Antonietta Rizza
- Antonio Rotundo
- Elvio Ruffino
- Isaia Sales
- Luigi Saraceni
- Felice Scermino
- Anna Maria Serafini
- Gino Settimi
- Giancarlo Sitra
- Antonio Soda
- Bruno Solaroli
- Giuseppe Soriero
- Carla Stampacchia
- Rosa Stanisci
- Alvaro Superchi
- Flavio Tattarini
- Giuseppe Taurino
- Aldo Trione
- Lanfranco Turci
- Livia Turco
- Palmiro Ucchielli
- Mauro Vannoni
- Walter Veltroni
- Adriana Vigneri
- Fabrizio Vigni
- Luciano Violante
- Davide Visani
- Vincenzo Visco
- Vincenzo Viviani
- Salvatore Vozza
- Alfredo Zagatti
- Mauro Zani

#### Federazione dei Verdi
- Lino De Benetti
- Riccardo Canesi
- Franco Corleone
- Paolo Galletti
- Gianni Mattioli
- Mauro Paissan
- Alfonso Pecoraro Scanio
- Annamaria Procacci
- Italo Aldo Reale
- Massimo Scalia
- Sauro Turroni

#### La Rete
- Franco Danieli
- Michele Del Gaudio
- Giuseppe Gambale
- Carmelo Incorvaia
- Giuseppe Lumia
- Francesco Manganelli
- Diego Novelli
- Giuseppe Scozzari

#### Cristiano Sociali
- Paola Gaiotti De Biase
- Vito Fumagalli
- Luciano Galliani
- Mimmo Lucà
- Luciano Guerzoni
- Giuseppe Lombardo
- Domenico Maselli
- Sergio Tanzarella

## Naprej Italija
- Alberto Acierno
- Valentina Aprea
- Paolo Arata
- Giacomo Archiutti
- Giacomo Baiamonte
- Augusta Lagostena Bassi
- Alessandro Bergamo
- Silvio Berlusconi
- Giorgio Bernini
- Maurizio Bertucci
- Vincenzo Bianchi
- Alfredo Biondi
- Emma Bonino
- Mario Bortoloso
- Gian Piero Broglia
- Maria Burani Procaccini
- Emanuela Cabrini
- Michele Caccavale
- Giuseppe Calderisi
- Riccardo Calleri
- Onorio Carlesimo
- Francesco Cascio
- Mariella Cavanna Scirea
- Umberto Cecchi
- Antonio Cherio
- Sergio Chiesa
- Salvatore Cicu
- Roberto Cipriani
- Manlio Collavini
- Edro Colombini
- Gianfranco Conte
- Raffaele Costa
- Alberto Cova
- Rocco Crimi
- Giacomo de Ghislanzoni Cardoli
- Fabrizio Del Noce
- Raffaele Della Valle
- Angelo Raffaele Devicienti
- Alberto Di Luca
- Piero Di Muccio
- Vittorio Dotti
- Mario Francesco Ferrara
- Ilario Floresta
- Antonio Fonnesu
- Giancarlo Galan
- Giacomo Galli
- Giacomo Garra
- Enzo Ghigo
- Giuliano Godino
- Antonio Guidi
- Giancarlo Innocenzi
- Giorgio Jannone
- Roberto Lavagnini
- Giuseppe Lazzarini
- Lucio Leonardelli
- Marianna Li Calzi
- Silvio Liotta
- Domenico Lo Jucco
- Vittorio Lodolo D'Oria
- Tiziana Maiolo
- Paolo Mammola
- Paola Martinelli
- Antonio Martino
- Antonio Martusciello
- Mario Masini
- Piergiorgio Massidda
- Riccardo Mastrangeli
- Amedeo Matacena
- Cristina Matranga
- Francesco Mele
- Alessandro Meluzzi
- Andrea Merlotti
- Gianfranco Miccichè
- Paolo Sandro Molinaro
- Luigi Muratori
- Enrico Nan
- Emiddio Novi
- Giampaolo Nuvoli
- Paolo Oberti
- Paolo Odorizzi
- Pierangelo Paleari
- Giuseppe Palumbo
- Tiziana Parenti
- Riccardo Pereale
- Giovanni Pilo
- Maria Gabriella Pinto
- Beppe Pisanu
- Antonio Piva
- Stefano Podestà
- Stefania Prestigiacomo
- Paolo Romani
- Roberto Rosso
- Alessandro Rubino
- Enzo Savarese
- Paolo Scarpa Bonazza Buora
- Vittorio Sgarbi
- Attilio Sigona
- Michele Stornello
- Lorenzo Strik Lievers
- Paolo Emilio Taddei
- Marco Taradash
- Vittorio Tarditi
- Adriano Teso
- Roberto Tortoli
- Nicola Trapani
- Sandro Trevisanato
- Giuliano Urbani
- Carlo Usiglio
- Mario Valducci
- Antonietta Vascon
- Paolo Vigevano
- Elio Vito

## Nacionalna aliansa
- Paolo Agostinacchio
- Giovanni Alemanno
- Fortunato Aloi
- Francesco Maria Amoruso
- Gian Franco Anedda
- Rosario Ardica
- Giuseppe Barbieri
- Francesco Michele Barra
- Domenico Antonio Basile
- Vincenzo Basile
- Domenico Benedetti Valentini
- Vincenzo Bizzarri
- Angelo Blanco
- Nicola Bono
- Lia Bracci
- Teodoro Buontempo
- Francesco Capitaneo
- Franco Cardiello
- Nuccio Carrara
- Enzo Caruso
- Mario Caruso
- Ugo Cecconi
- Cesare Cefaratti
- Sergio Cola
- Elio Colosimo
- Gaetano Colucci
- Giulio Conti
- Nicolò Antonio Cuscunà
- Antonio Del Prete
- Modesto Mario Della Rosa
- Salvatore Dell'Utri
- Vincenzo Epifani
- Benito Falvo
- Gianfranco Fini
- Publio Fiori
- Giuseppe Forestiere
- Enzo Fragalà
- Stefano Gaggioli
- Maurizio Gasparri
- Andrea Gissi
- Domenico Gramazio
- Saverio La Grua
- Ignazio La Russa
- Mario Landolfi
- Francesco Paolo Liuzzi
- Guido Lo Porto
- Valentino Manzoni
- Francesco Marenco
- Lucio Marengo
- Achille Enoc Mariano
- Franca Marino Buccellato
- Giovanni Marino
- Ugo Martinat
- Giovanni Mastrangelo
- Altero Matteoli
- Antonio Mazzocchi
- Antonio Mazzone
- Roberto Menia
- Vittorio Messa
- Pietro Mitolo
- Antonio Mormone
- Stefano Morselli
- Alessandra Mussolini
- Domenico Nania
- Angela Napoli
- Sebastiano Neri
- Vincenzo Nespoli
- Gaetano Olivieri
- Francesco Onnis
- Eugenio Ozza
- Giovanni Pace
- Fedele Pampo
- Benito Paolone
- Nicola Parenti
- Antonio Parlato
- Nicola Pasetto
- Giuseppe Petrelli
- Antonio Pezzella
- Mario Pezzoli
- Mario Pitzalis
- Adriana Poli Bortone
- Carmelo Porcu
- Michele Rallo
- Antonio Rastrelli
- Eugenio Riccio
- Nicola Rivelli
- Antonio Rizzo
- Guglielmo Rositani
- Tomasa Salvo
- Giuseppe Scalisi
- Gustavo Selva
- Luigi Sidoti
- Alberto Simeone
- Vincenzo Simonelli
- Nino Sospiri
- Onofrio Spagnoletti Zeuli
- Francesco Storace
- Teodoro Stefano Tascone
- Giuseppe Tatarella
- Oreste Tofani
- Enzo Trantino
- Mirko Tremaglia
- Paolo Tringali
- Adolfo Urso
- Raffaele Valensise
- Mario Venezia
- Vincenzo Zaccheo
- Marco Zacchera

## Severna liga
- Stefano Aimone Prina
- Vittorio Aliprandi
- Uber Anghinoni
- Giulio Arrighini
- Roberto Asquini
- Luca Azzano Cantarutti
- Guido Baldo Baldi
- Edouard Ballaman
- Maurizio Balocchi
- Paolo Bampo
- Emanuele Basile
- Luca Basso
- Diana Battaggia
- Salvatore Bellomi
- Alida Benetto Ravetto
- Roberto Bernardelli
- Elisabetta Bertotti
- Luciano Bistaffa
- Flavio Bonafini
- Mauro Bonato
- Giuseppe Bonomi
- Mario Borghezio
- Alberto Bosisio
- Umberto Bossi
- Roberto Calderoli
- Cristoforo Canavese
- Fiordelisa Cartelli
- Flavio Caselli
- Sergio Castellaneta
- Elisabetta Castellazzi
- Roberto Castelli
- Enrico Cavaliere
- Luisella Cavallini
- Roberto Ceresa
- Vincenzo Ciruzzi
- Domenico Comino
- Carlo Conti
- Giuseppe Dallara
- Paolo Devecchi
- Flavio Devetag
- Gianpaolo Dozzo
- Simonetta Faverio
- Romano Filippi
- Enzo Flego
- Sebastiano Fogliato
- Rolando Fontan
- Francesco Formenti
- Paolo Tibaldeo Franzini
- Luciana Frosio Roncalli
- Maria Galli
- Francesco Ghiroldi
- Andrea Gibelli
- Ludovico Maria Gilberti
- Claudio Graticola
- Roberto Grugnetti
- Furio Gubetti
- Enrico Hüllweck
- Lelio Lantella
- Fede Latronico
- Daniela Lauber
- Marcello Lazzati
- Alberto Lembo
- Luca Leoni Orsenigo
- Raulle Lovisoni
- Antonio Magnabosco
- Antonio Magri
- Lucio Malan
- Giancarlo Maurizio Malvestito
- Valerio Malvezzi
- Antonio Marano
- Marilena Marin
- Roberto Maroni
- Piergiorgio Martinelli
- Mariella Mazzetto
- Maurizio Menegon
- Giovanni Meo Zilio
- Mauro Michielon
- Francesco Miroglio
- Daniele Molgora
- Danilo Montanari
- Luigi Negri
- Gualberto Niccolini
- Giovanni Ongaro
- Gabriele Ostinelli
- Corrado Peraboni
- Claudio Percivalle
- Pierluigi Petrini
- Irene Pivetti
- Roberta Pizzicara
- Mauro Polli
- Maurizio Porta
- Fiorello Provera
- Enzo Ravetta
- Franco Rocchetta
- Flavio Rodeghiero
- Marco Romanello
- Roberto Ronchi
- Daniele Roscia
- Giuseppe Rossetto
- Luigi Rossi
- Oreste Rossi
- Pier Corrado Salino
- Riccardo Sandrone
- Marco Sartori
- Stefano Signorini
- Carlo Sticotti
- Francesco Stroili
- Paolo Tagini
- Vanni Tonizzo
- Franca Valenti
- Sonia Viale
- Giorgio Vido
- Emilio Maria Zenoni
- Angiola Zilli
- Luigi Zocchi

## Centro Cristiano Democratico
- Andrea Agnaletti
- Mario Baccini
- Eugenio Baresi
- Paolo Becchetti
- Pier Ferdinando Casini
- Luciano Ciocchetti
- Salvatore D'Alia
- Francesco D'Onofrio
- Ombretta Fumagalli Carulli
- Carlo Giovanardi
- Giuseppe Greco
- Francesco Paolo Lucchese
- Mario Clemente Mastella
- Giovanni Mealli
- Alfredo Meocci
- Toti Musumeci
- Luigi Nocera
- Santino Pagano
- Antonio Domenico Pasinato
- Ettore Peretti
- Sante Perticaro
- Cesare Piacentino
- Fabrizio Sacerdoti
- Maretta Scoca
- Flavio Tanzilli
- Flavio Trinca
- Michele Giuseppe Vietti

## Italijanska ljudska stranka
- Lorenzo Acquarone
- Beniamino Andreatta
- Giovanni Bianchi
- Rosy Bindi
- Rocco Buttiglione
- Maria Anna Calabretta Manzara
- Gabriele Calvi
- Giovanni Castellani
- Florindo D'Aimmo
- Gabriele De Rosa
- Leopoldo Elia
- Roberto Formigoni
- Stefania Fuscagni
- Giovenale Gerbaudo
- Giuseppe Giacovazzo
- Renzo Gubert
- Rosa Jervolino Russo
- Antonio Lia
- Franco Marini
- Sergio Mattarella
- Mariolina Moioli
- Alberto Monticone
- Francesco Parisi
- Mario Pepe
- Roberto Pinza
- Paolo Polenta
- Gianfranco Rotondi
- Angelo Sanza
- Gian Piero Scanu
- Giuseppina Servodio
- Antonello Soro
- Antonio Valiante
- Giovanni Zen

## Rifondazione Comunista - Progressisti
- Angelo Altea
- Nedo Barzanti
- Angela Bellei Trenti
- Fausto Bertinotti
- Valter Bielli
- Giuliano Boffardi
- Ugo Boghetta
- Marida Bolognesi
- Mario Brunetti
- Francesco Calvanese
- Maria Carazzi
- Italo Cocci
- Rita Commisso
- Armando Cossutta
- Famiano Crucianelli
- Giacomo De Angelis
- Giovanni De Murtas
- Oliviero Diliberto
- Martino Dorigo
- Primo Galdelli
- Sergio Garavini
- Giuseppe Giulietti
- Tullio Grimaldi
- Mauro Guerra
- Maria Lenti
- Luigi Marino
- Rosanna Moroni
- Angelo Muzio
- Gianfranco Nappi
- Maria Celeste Nardini
- Gabriella Pistone
- Marco Rizzo
- Antonio Saia
- Roberto Sciacca
- Giuseppe Scotto Di Luzio
- Tiziana Valpiana
- Nichi Vendola
- Adriano Vignali
- Francesco Voccoli

## Mešana skupina

### Demokratska aliansa
- Ferdinando Adornato
- Willer Bordon
- Pasquale La Cerra
- Miriam Mafai
- Nicola Magrone
- Giovanna Melandri
- Serafino Pulcini
- Ferdinando Schettino
- Vincenzo Torre

#### Sinistra Repubblicana
- Giuseppe Ayala
- Giorgio Bogi
- Silvano Gori
- Roberto Paggini
- Luciana Sbarbati
- Denis Ugolini

#### Rinascita Socialista
- Vincenzo Mattina

#### Partito Socialista Democratico Italiano
- Magda Cornacchione Milella

### Partito Socialista Italiano
- Giuseppe Albertini
- Enrico Boselli
- Carlo Carli
- Ottaviano Del Turco
- Vittorio Emiliani
- Mario Gatto
- Luigi Giacco
- Gino Giugni
- Alberto La Volpe
- Rosario Olivo
- Donato Pace
- Giuseppe Pericu
- Luigi Porcari
- Valdo Spini

### Pakt Segni
- Enrico Indelli
- Diego Masi
- Carla Mazzuca Poggiolini
- Pietro Milio
- Antonino Mirone
- Elisa Pozza Tasca
- Giovanni Rivera
- Mariotto Segni
- Mario Soldani

### Jezikovne manjšine

#### Južnotirolska ljudska stranka
- Siegfried Brugger
- Johann Georg Widmann
- Karl Zeller

#### Dolinskoaostska zveza
- Luciano Caveri

### Neodvisni poslanci
- Pietro Cerullo
- Giulio Tremonti
- Alberto Michelini
- Giuseppe Siciliani
- Ernesto Stajano

## Spremembe

### Spremembe v sestavi Zbornice
- Dne 22.6.1994 poslanko Maria Galli (Severna liga), ki je odstopila dne 21.6.1994, zamenja Riccardo Fragassi (Severna liga), ki je bil naslednji na listi.
- Dne 30.6.1994 poslanko Angiola Zilli (Severna liga), ki je odstopila dne 30.6.1994, zamenja Fabio Dosi (Severna liga), ki je bil naslednji na listi.
- Dne 11.4.1995 poslanko Emma Bonino (Forza Italia), ki je odstopila dne 24.1.1995, zamenja Giovanni Saonara (gruppo misto), po dopolnilnih volitvah (collegio di Padova - Selvazzano).
- Dne 16.5.1995 poslanca Davide Visani (Progressisti - Federativo), ki je umrl 27.2.1995, zamenja Elsa Signorino (Progressisti - Federativo), po dopolnilnih volitvah (collegio di Ravenna - Lugo di Romagna).
- Dne 22.6.1995 poslanca Giancarlo Galan (Forza Italia), ki je odstopil istega dne, zamenja Ombretta Colli (Forza Italia), ki je bila naslednji na listi.
- Dne 29.6.1995 poslanca  Roberto Formigoni (Partito Popolare Italiano), ki je odstopil dne 27.6.1995, zamenja Patrizia Toia (Partito Popolare Italiano), ki je bila naslednji na listi.
- Dne 13.7.1995 poslanca Enzo Ghigo (Forza Italia), ki je odstopil istega dne, zamenja Sergio Travaglia (Forza Italia).
- Dne 25.10.1995 poslanca  Antonio Rastrelli (Alleanza Nazionale), ki je odstopil dne 15.6.1995, zamenja Vincenzo Siniscalchi (gruppo misto), po dopolnilnih volitvah (collegio di Napoli - Vomero).
- Dne 26.11.1995 preneha s parlamentarnim mandatom Gaetano Olivieri (Alleanza Nazionale), ki je odstopil istega dne.
- Dne 17.1.1996 poslanca  Paolo Agostinacchio (Alleanza Nazionale), ki je odstopil dne 18.10.1995, zamenja Antonio Pepe (Alleanza Nazionale), po dopolnilnih volitvah (collegio di Foggia).
- Dne 28.4.1996 preneha s parlamentarnim mandatom Claudio Percivalle (Severna liga), ki je odstopil istega dne.

### Spremembe v sestavi skupin

#### Progressisti - Federativo
- Na začetku zakonodajnega obdobja se je pridružilo 115 članov Partito Democratico della Sinistra, 11 članov Federazione dei Verdi, 8 članov La Rete, 8 članov Cristiano Sociali.
- Dne 5.5.1994 so se pridružili skupini poslanci Pasquale La Cerra, Miriam Mafai, Nicola Magrone, Giovanna Melandri in Ferdinando Schettino, prej člani Alleanza Democratica; Giuseppe Albertini, Giuseppe Pericu in Valdo Spini - originalno člani Partito Socialista Italiano
- Dne 16.5.1994 aderiscono Enrico Boselli, Carlo Carli, Ottaviano Del Turco, Vittorio Emiliani, Mario Gatto, Luigi Giacco, Gino Giugni, Alberto La Volpe, Rosario Olivo, Donato Pace, Luigi Porcari in Valdo Spini, prej člani Partito Socialista Italiano; Magda Cornacchione Milella, Vincenzo Mattina- originalno član Alleanza Democratica.
- Dne 14.6.1994 so se pridružili skupini poslanci Ferdinando Adornato, Stefano Pulcini in Vincenzo Torre - originalno člani Alleanza Democratica.
- Dne 21.2.1995 zapustijo skupino Giuseppe Albertini, Enrico Boselli, Ottaviano Del Turco, Gino Giugni in Alberto La Volpe.
- Dne 22.3.1995 se je pridružil skupini poslanec Giuseppe Giulietti- originalno član Rifondazione Comunista.
- Dne 10.1.1996 se je pridružil skupini poslanec Stefano Podestà- originalno član gruppo misto.
- Dne 2.2.1996 so se pridružili skupini poslanci Riccardo Fragassi in Vincenzo Siniscalchi - originalno člani gruppo misto.
- Dne 13.3.1996 je zapustil skupino Stefano Podestà.
- Dne 27.3.1996 je zapustil skupino Ferdinando Schettino.

#### Severna liga
- Dne 19.5.1994 je zapustil skupino Sergio Castellaneta.
- Dne 8.9.1994 je zapustil skupino Vittorio Aliprandi.
- Dne 30.9.1994 je zapustil skupino Marilena Marin.
- Dne 20.10.1994 je zapustil skupino Pier Corrado Salino.
- Dne 21.10.1994 zapustijo skupino Luca Basso, Furio Gubetti, Lelio Lantella, Lucio Malan, in Riccardo Sandrone.
- Dne 19.12.1994 zapustijo skupino Mauro Bonato, Cristoforo Canavese, Giuseppe Lorenzo Dallara, Franco Rocchetta.
- Dne 30.12.1994 je zapustil skupino Raulle Lovisoni.
- Dne 11.1.1995 zapustijo skupino Alida Benetto Ravetto, Luisella Cavallini, Fede Latronico in Gualberto Niccolini.
- Dne 23.1.1995 je zapustil skupino Salvatore Bellomi.
- Dne 23.1.1995 je zapustil skupino Danilo Montanari.
- Dne 15.2.1995 zapustijo skupino Stefano Aimone Prina, Luca Azzano Cantarutti, Emanuele Basile, Diana Battaggia, Flavio Giovanni Caselli, Vincenzo Ciruzzi, Flavio Devetag, Romano Filippi, Riccardo Fragassi, Enrico Hüllweck, Marcello Lazzati, Francesco Miroglio, Luigi Negri, Roberta Pizzicara, Mauro Polli, Marco Romanello, Giuseppe Rossetto, Franca Valenti, Giorgio Vido in Luigi Zocchi.
- Dne 29.6.1995 je zapustil skupino Elisabetta Bertotti.
- Dne 13.3.1996 je zapustil skupino Roberto Asquini.
- Dne 27.3.1996 zapustijo skupino Maurizio Menegon, Corrado Peraboni, Pierluigi Petrini.

#### Forza Italia
- Ad inizio legislatura so se pridružili skupini poslanci Emma Bonino, Giuseppe Calderisi, Lorenzo Strik Lievers, Marco Taradash, Paolo Vigevano, Elio Vito, appartenenti alla Lista Pannella - Riformatori.
- Dne 1.6.1994 je zapustil skupino Vittorio Sgarbi.
- Dne 19.12.1994 zapustijo skupino Raffaele Costa, Angelo Raffaele Devicienti, Paolo Mammola, Paolo Emilio Taddei in Giuseppe Lazzarini.
- Dne 16.12.1994 se je pridružil skupini poslanec Paolo Becchetti- originalno član Centro Cristiano Democratico.
- Dne 11.4.1995 sta se pridružila skupini poslanca Angelo Raffaele Devicienti in Paolo Mammola, prej člana Federalisti e Liberaldemocratici.
- Dne 18.5.1995 je zapustil skupino Augusta Lagostena Bassi.
- Dne 6.7.1995 se je pridružil skupini poslanec Furio Gubetti, prej član Federalisti e Liberaldemocratici.
- Dne 3.8.1995 je zapustil skupino Stefano Podestà.
- Dne 22.9.1995 je zapustil skupino Cristoforo Canavese, prej član Federalisti e Liberaldemocratici.
- Dne 28.9.1995 je zapustil skupino Giuseppe Lorenzo Dallara, prej član Federalisti e Liberaldemocratici.

#### Alleanza Nazionale
- Dne 31.1.1995 je zapustil skupino Modesto Mario Della Rosa.
- Dne 1.8.1995 se je pridružil skupini poslanec Franco Rocchetta, prej član Federalisti e Liberaldemocratici.
- Dne 27.3.1996 je zapustil skupino Cesare Cefaratti.
- Dne 18.4.1996 je zapustil skupino Teodoro Stefano Tascone.

#### Rifondazione Comunista - Progressisti
- Dne 22.3.1995 je zapustil skupino Giuseppe Giulietti.
- Dne 20.6.1995 zapustijo skupino Angelo Altea, Valter Bielli, Giuliano Boffardi, Marida Bolognesi, Francesco Calvanese, Rita Commisso, Famiano Crucianelli, Martino Dorigo, Sergio Garavini, Mauro Guerra, Gianfranco Nappi, Roberto Sciacca, Giuseppe Scotto Di Luzio, Adriano Vignali.

#### Partito Popolare Italiano
- Dne 4.7.1995 zapustijo skupino Rocco Buttiglione, Stefania Fuscagni, Renzo Gubert, Mariolina Moioli, Gianfranco Rotondi in Angelo Sanza.

#### Centro Cristiano Democratico
- Dne 16.12.1994 je zapustil skupino Paolo Becchetti, pridruži se Forza Italia.
- Dne 30.12.1994 se je pridružil skupini poslanec Raulle Lovisoni, prej član Severne lige.
- Dne 23.1.1995 se je pridružil skupini poslanec Danilo Montanari, prej član Severne lige.
- Dne 4.7.1995 so se pridružili skupini poslanci Rocco Buttiglione, Stefania Fuscagni, Renzo Gubert, Mariolina Moioli, Gianfranco Rotondi in Angelo Sanza, prej člani Partito Popolare Italiano.
- Dne 29.12.1995 so se pridružili skupini poslanci Luca Azzano Cantarutti, Diana Battaggia, Flavio Giovanni Caselli, Flavio Devetag, Enrico Hüllweck in Roberta Pizzicara, prej člani Federalisti e Liberaldemocratici.
- Dne 21.2.1996 sta se pridružila skupini poslanca Salvatore Bellomi in Mauro Bonato, prej člana Federalisti e Liberaldemocratici.

#### Federalisti e Liberaldemocratici
- Dne 19.12.1994 si costituisce come gruppo a seguito dell'adesione di Raffaele Costa, Angelo Raffaele Devicienti, Paolo Mammola, Paolo Emilio Taddei, Giuseppe Lazzarini, prej člani Forza Italia; Mauro Bonato, Cristoforo Canavese, Giuseppe Lorenzo Dallara, Franco Rocchetta, prej člani Severne lige; Vittorio Aliprandi, Luca Basso, Pietro Cerullo, Furio Gubetti, Lelio Lantella, Lucio Malan, Marilena Marin, Alberto Michelini, Pier Corrado Salino, Riccardo Sandrone in Giuseppe Siciliani, prej člani gruppo misto.
- Dne 11.1.1995 so se pridružili skupini poslanci Alida Benetto Ravetto, Luisella Cavallini, Fede Latronico in Gualberto Niccolini, prej člani Severne lige.
- Dne 23.1.1995 se je pridružil skupini poslanec Salvatore Bellomi, prej član Severne lige.
- Dne 11.4.1995 zapustijo skupino Angelo Raffaele Devicienti in Paolo Mammola.
- Dne 27.4.1995 je zapustil skupino Paolo Emilio Taddei.
- Dne 18.5.1995 se je pridružil skupini poslanec Augusta Lagostena Bassi- originalno član Forza Italia.
- Dne 6.7.1995 je zapustil skupino Furio Gubetti, pridruži se Forza Italia.
- Dne 13.7.1995 so se pridružili skupini poslanci Luca Azzano Cantarutti, Diana Battaggia, Flavio Giovanni Caselli, Flavio Devetag, Romano Filippi, Enrico Hüllweck, Francesco Miroglio in Roberta Pizzicara, prej člani Lega Italiana Federalista.
- Dne 1.8.1995 je zapustil skupino Franco Rocchetta, pridruži se Alleanza Nazionale.
- Dne 22.9.1995 je zapustil skupino Cristoforo Canavese, pridruži se Forza Italia.
- Dne 28.9.1995 je zapustil skupino Giuseppe Lorenzo Dallara, pridruži se Forza Italia.
- Dne 20.12.1995 so se pridružili skupini poslanci Stefano Aimone Prina, Emanuele Basile, Vincenzo Ciruzzi, Marcello Lazzati, Luigi Negri, Mauro Polli, Marco Romanello, Giuseppe Rossetto, Franca Valenti in Luigi Zocchi, prej člani Unione Federalista.
- Dne 29.12.1995 zapustijo skupino Luca Azzano Cantarutti, Diana Battaggia, Flavio Giovanni Caselli, Flavio Devetag, Enrico Hüllweck in Roberta Pizzicara.
- Dne 21.2.1996 zapustijo skupino Salvatore Bellomi in Mauro Bonato.
- Dne 7.2.1996 je zapustil skupino Marco Romanello.

#### I Democratici
- Dne 21.2.1995 si costituisce il gruppo a seguito dell'adesione di Enrico Indelli, Diego Masi, Carla Mazzuca Poggiolini, Pietro Milio, Antonino Mirone, Elisa Pozza Tasca, Giovanni Rivera, Mariotto Segni, Mario Soldani, prej člani Patto Segni; Giuseppe Ayala, Giorgio Bogi, Willer Bordon, Silvano Gori, Roberto Paggini, Luciana Sbarbati in Denis Ugolini, prej člani Alleanza Democratica; Giuseppe Albertini, Enrico Boselli, Ottaviano Del Turco, Gino Giugni, Alberto La Volpe, prej člani Progressisti - Federativo.

#### Lega Italiana Federalista
- Dne 15.2.1995 je ustanovljena skupina zaradi vključitve poslancev Stefano Aimone Prina, Luca Azzano Cantarutti, Emanuele Basile, Diana Battaggia, Flavio Giovanni Caselli, Vincenzo Ciruzzi, Flavio Devetag, Romano Filippi, Riccardo Fragassi, Enrico Hüllweck, Marcello Lazzati, Francesco Miroglio, Luigi Negri, Roberta Pizzicara, Mauro Polli, Marco Romanello, Giuseppe Rossetto, Franca Valenti, Giorgio Vido in Luigi Zocchi, prej člani Severne lige.
- Dne 29.3.1995 je zapustil skupino Giorgio Vido.
- Dne 13.7.1995 zapustijo skupino Luca Azzano Cantarutti, Diana Battaggia, Flavio Giovanni Caselli, Flavio Devetag, Romano Filippi, Enrico Hüllweck, Francesco Miroglio in Roberta Pizzicara.
- Dne 13.7.1995 skupino razpustijo: Stefano Aimone Prina, Emanuele Basile, Vincenzo Ciruzzi, Riccardo Fragassi, Marcello Lazzati, Luigi Negri, Mauro Polli, Marco Romanello, Giuseppe Rossetto, Franca Valenti in Luigi Zocchi.

#### Gruppo misto

##### Patto Segni
- Na začetku legislature skupini niso pridruženi Giulio Tremonti, Alberto Michelini, Giuseppe Siciliani in Ernesto Stajano.
- Dne 21.2.1995 skupino razpustijo: Enrico Indelli, Diego Masi, Carla Mazzuca Poggiolini, Pietro Milio, Antonino Mirone, Elisa Pozza Tasca, Giovanni Rivera, Mariotto Segni, Mario Soldani.

##### Alleanza Democratica
- Dne 5.5.1994 zapustijo skupino Pasquale La Cerra, Miriam Mafai, Nicola Magrone, Giovanna Melandri, Ferdinando Schettino.
- Dne 16.5.1994 zapustijo skupino Magda Cornacchione Milella in Vincenzo Mattina.
- Dne 14.6.1994 zapustijo skupino Ferdinando Adornato, Stefano Pulcini in Vincenzo Torre.
- Dne 21.2.1995 skupino razpustijo: Giuseppe Ayala, Giorgio Bogi, Willer Bordon, Silvano Gori, Roberto Paggini, Luciana Sbarbati in Denis Ugolini

##### Partito Socialista Italiano
- Dne 5.5.1994 zapustijo skupino Giuseppe Albertini, Giuseppe Pericu in Valdo Spini.
- Dne 16.5.1994 skupino razpustijo: Enrico Boselli, Carlo Carli, Ottaviano Del Turco, Vittorio Emiliani, Mario Gatto, Luigi Giacco, Gino Giugni, Alberto La Volpe, Rosario Olivo, Donato Pace, Luigi Porcari in Valdo Spini.

##### Comunisti Unitari
- Dne 20.6.1995 ustanovijo skupino po pridružitvi Angelo Altea, Valter Bielli, Giuliano Boffardi, Marida Bolognesi, Francesco Calvanese, Rita Commisso, Famiano Crucianelli, Martino Dorigo, Sergio Garavini, Mauro Guerra, Gianfranco Nappi, Roberto Sciacca, Giuseppe Scotto Di Luzio, Adriano Vignali, prej člani Rifondazione Comunista - Progressisti.

##### Unione Federalista
- Dne 13.7.1995 so se pridružili skupini poslanci Stefano Aimone Prina, Emanuele Basile, Vincenzo Ciruzzi, Riccardo Fragassi, Marcello Lazzati, Luigi Negri, Mauro Polli, Marco Romanello, Giuseppe Rossetto, Franca Valenti in Luigi Zocchi, prej člani Lega Italiana Federalista.
- Dne 20.12.1995 razpustijo skupino: Stefano Aimone Prina, Emanuele Basile, Vincenzo Ciruzzi, Marcello Lazzati, Luigi Negri, Mauro Polli, Marco Romanello, Giuseppe Rossetto, Franca Valenti in Luigi Zocchi so se pridružili skupini poslanci Federalisti e Liberaldemocratici; Riccardo Fragassi se je pridružil skupini misto.

##### Neodvisni poslanci
- na začetku legislature so se pridružili skupini poslanci Pietro Cerullo (Lega d'Azione Meridionale); Giulio Tremonti, Alberto Michelini, Giuseppe Siciliani in Ernesto Stajano (izvoljeni v Patto Segni).
- Dne 19.5.1994 se je pridružil skupini poslanec Sergio Castellaneta, prej član Severne lige.
- Dne 1.6.1994 se je pridružil skupini poslanec Vittorio Sgarbi- originalno član Forza Italia.
- Dne 8.9.1994 se je pridružil skupini poslanec Vittorio Aliprandi, prej član Severne lige.
- Dne 30.9.1994 se je pridružil skupini poslanec Marilena Marin, prej član Severne lige.
- Dne 20.10.1994 se je pridružil skupini poslanec Pier Corrado Salino, prej član Severne lige.
- Dne 21.10.1994 so se pridružili skupini poslanci Luca Basso, Furio Gubetti, Lelio Lantella, Lucio Malan, in Riccardo Sandrone, prej člani Severne lige.
- Dne 19.12.1994 zapustijo skupino Vittorio Aliprandi, Luca Basso, Pietro Cerullo, Furio Gubetti, Lelio Lantella, Lucio Malan, Marilena Marin, Alberto Michelini, Pier Corrado Salino, Riccardo Sandrone in Giuseppe Siciliani.
- Dne 31.1.1995 se je pridružil skupini poslanec Modesto Mario Della Rosa- originalno član Alleanza Nazionale.
- Dne 29.3.1995 se je pridružil skupini poslanec Giorgio Vido, prej član Lega Italiana Federalista.
- Dne 27.4.1995 se je pridružil skupini poslanec Paolo Emilio Taddei, prej član Federalisti e Liberaldemocratici.
- Dne 29.6.1995 se je pridružil skupini poslanec Elisabetta Bertotti, prej član Severne lige.
- Dne 3.8.1995 se je pridružil skupini poslanec Stefano Podestà- originalno član Forza Italia.
- Dne 20.12.1995 se je pridružil skupini poslanec Riccardo Fragassi, prej član Unione Federalista.
- Dne 10.1.1996 je zapustil skupino Stefano Podestà.
- Dne 2.2.1996 zapustijo skupino Riccardo Fragassi in Vincenzo Siniscalchi.
- Dne 7.2.1996 se je pridružil skupini poslanec Marco Romanello, prej član Federalisti e Liberaldemocratici.
- Dne 13.3.1996 se je pridružil skupini poslanec Roberto Asquini, prej član Severne lige.
- Dne 13.3.1996 se je pridružil skupini poslanec Stefano Podestà, prej član Progressisti - Federativo.
- Dne 27.3.1996 se je pridružil skupini poslanec Cesare Cefaratti- originalno član Alleanza Nazionale.
- Dne 27.3.1996 so se pridružili skupini poslanci Maurizio Menegon, Corrado Peraboni, Pierluigi Petrini, prej člani Severne lige.
- Dne 27.3.1996 se je pridružil skupini poslanec Ferdinando Schettino, prej član Progressisti - Federativo.
- Dne 18.4.1996 se je pridružil skupini poslanec Teodoro Stefano Tascone- originalno član Alleanza Nazionale.